# Luigi Ferraris (homme politique)
Pour les articles homonymes, voir Luigi Ferraris.
Luigi Ferraris (Sostegno, 6 mars 1813 - Turin, 17 octobre 1900) est un homme politique italien, sénateur et ministre du royaume d'Italie.

## Biographie
Il obtient une licence en droit à l'université de Turin, où il exerce ensuite la profession d'Avocat.
Libéral convaincu, il signe en 1847, avec seize autres citoyens, une protestation contre la brutalité avec laquelle la police a réprimé une manifestation réclamant des réformes pour Carlo Alberto (Carlo Alberto di Savoia).
Il est élu député au Parlement subalpin en 1848, battant Camillo Cavour. Il est réélu député en 1863 et dans les législatures suivantes, jusqu'à ce qu'en 1871 il soit nommé sénateur (à vie, comme c'est la coutume dans le royaume d'Italie).
En 1848, il fait partie des partisans de la première guerre d'indépendance et, en 1864, des opposants au transfert de la capitale de Turin à Florence. Il s'engage ensuite pour que l'engagement à faire de Rome la capitale définitive de l'Italie ne faiblisse pas, rejoignant ainsi l'Association libérale permanente (Associazione Liberale Permanente), un courant piémontais de la droite historique, présidé par Gustavo Ponza di San Martino.
En tant que député, il est vice-président de la Chambre lors de la IXe|neuvième législature (1867), et ministre de l'intérieur du royaume d'Italie dans le gouvernement Menabrea III (1869).
Il est maire de Turin (Sindaco) du 19 janvier 1878 au 31 octobre 1882 et est longtemps président du Conseil provincial.
Sénateur depuis 1871, il est ministre de la Grâce, de la Justice et de la Religion dans le gouvernement di Rudinì I (1891).
En 1878, il est nommé grand officier, puis en 1879 grand-croix de l'ordre des Saints-Maurice-et-Lazare - 1896 et en 1880, il est nommé comte.

### Commissions sénatoriales
- Membre de la Commission des finances (1er février 1889-26 janvier 1898. Démission)
- Membre de la Commission d'examen du projet de loi "Modifications de la loi sur le Conseil d'Etat" (13 février 1889)
- Membre de la Commission de vérification des titres des nouveaux sénateurs (30 mars 1889-17 octobre 1900)
- Membre de la Commission des Cinq [pour l'examen des documents soumis au Sénat à la suite de l'inspection gouvernementale des instituts d'émission] (23 décembre 1893-13 janvier 1895).
- Membre de la Commission pour l'exécution de la loi sur l'abolition de la monnaie forcée (14 juin 1895)
- Commissaire de surveillance de l'administration du fonds des cultes (27 décembre 1888-4 janvier 1889), (23 décembre 1889-27 septembre 1892).
- Commissaire à la surveillance de la dette publique (31 janvier 1889-27 septembre 1892)

## Distinctions
- Chevalier de grand-croix de l'ordre des Saints-Maurice-et-Lazare - 1896
 - Chevalier de grand-croix de l'ordre de la Couronne d'Italie
 - Chevalier de l'ordre civil de Savoie